# Erzelj
Erzelj falu Szlovéniában, a Goriška statisztikai régióban, Vipavától nyugatra a hegyekben található. Közigazgatásilag Vipavához tartozik.

## Története
A települést először 1275-ben említik.

## Temploma
A Mihály arkangyal tiszteletére emelt temploma Koperi Katolikus Egyházmegyéhez tartozik, azon belül is Goče egyházközséghez.

## Fordítás
- Ez a szócikk részben vagy egészben  az   Erzelj című angol Wikipédia-szócikk ezen változatának fordításán alapul.  Az eredeti cikk szerkesztőit annak laptörténete sorolja fel. Ez a jelzés csupán a megfogalmazás eredetét és a szerzői jogokat jelzi, nem szolgál a cikkben szereplő információk forrásmegjelöléseként.